# Tactical Ops: Assault on Terror
Tactical Ops: Assault on Terror (englisch für ‚Taktische Operationen: Angriff auf den Terror‘), kurz auch TO:AoT, ist ein Computerspiel aus dem Genre der Ego-Shooter aus dem Jahr 1999 bzw. 2002. Es entstand aus einer Modifikation des PC-Spiels Unreal Tournament der Firma Epic Games.

## Entwicklungsgeschichte
Der anfängliche Name war S.W.A.T. und die erste Beta-Version wurde im April 2000 veröffentlicht, nachdem der französische Entwickler Laurent „Shag“ Delayen seit dem 22. Dezember 1999 daran programmierte. Da der anfängliche Name durch das gleichnamige Spiel der Firma Sierra geschützt war, wurde die Modifikation im Juni 2000 in Tactical Ops umbenannt.
Erfolgreichste Versionen waren die Beta 2.0 und 2.2 zu deren Zeiten die meisten Spieler in der Community aktiv waren. Durch den Erfolg des Spiels als Pendant zu Counter-Strike und nach etlichen Veränderungen und Bugfixes, beschloss die Entwicklergruppe eine Verkaufsversion auf den Markt zu bringen. Mit MicroProse wurde schnell ein Partner gefunden und das Spiel wurde unter dem Titel Tactical Ops: Assault on Terror im April 2002 in Nordamerika und kurze Zeit später in Europa veröffentlicht.
Die aktuelle Version des Spiels ist der TO: AoT 3.50 Community-Patch. Dieser Patch wurde ausschließlich von einem ausgewählten Entwicklerteam der Community programmiert.
Von einem Teil des alten Teams wurde ein Nachfolger mit dem Namen TO-Crossfire auf Basis der zweiten Unreal Engine programmiert. Die erste Beta ist am 28. April 2006 erschienen.

## Spielinhalt
Im Spiel stehen sich zwei Parteien gegenüber: Terroristen und Special Forces. Sie starten zu Beginn jeder Runde an ihrem jeweiligen Startpunkt. Dort existiert eine Buyzone (vordefinierte Einkaufszone), in welcher man Waffen und Ausrüstung kaufen sowie verkaufen kann.
Jede Runde beginnt in der Regel in dieser Zone mit einer kurzen (ca. zehn Sekunden) Einkaufszeit, in der man sich weder bewegen noch schießen kann. Eingekauft wird per Mausklick. Alternativ kann man auch Tasten mit Kaufbefehlen, sogenannten Keybindings, belegen, um schneller einzukaufen. Ein Spieler kann sich maximal mit drei Waffen ausrüsten, wobei hier in drei Waffengattungen unterschieden wird. In der ersten Waffengruppe können Faustfeuerwaffen gekauft werden, in der zweiten kann sich der Spieler für Maschinenpistolen oder Schrotflinten entscheiden und in der dritten können Maschinen- und Snipergewehre gekauft werden. Beide Seiten verfügen im Prinzip über die gleichen Waffenarten, außer ein paar Ausnahmen, z. B. die Terroristen haben eine AK47 und die Special Forces eine M4, jedoch haben die Special Forces zusätzlich ein Scharfschützengewehr, was ihnen einen leichten Vorteil gegenüber den Terroristen verschafft. Weiterhin hat er zusätzlich die Möglichkeit, sich Rüstung und Granaten (zwei unterschiedlich starke Handgranaten, Rauch- und Blendgranaten) zu kaufen, wobei man hiervon nur jeweils eine tragen kann. Kommt er während des Spielverlaufes wieder in seine Buyzone, kann er jederzeit Waffen und Ausrüstung ver- oder nachkaufen.
Nach Beginn einer Runde müssen die Teams versuchen ihr gegnerisches Team zu eliminieren, bevor diese abgelaufen ist. Eine Runde dauert etwa vier Minuten. Eine Runde kann auch durch das Erreichen des jeweiligen Kartenziels gewonnen werden. Eine Runde dauert hierbei meist vier Minuten. Danach werden alle Spieler zurück an ihren Startpunkt gestellt und es beginnt eine neue Runde. Eine Karte ist auf öffentlichen Servern meist nach 20 Minuten zu Ende. Danach wird entweder von den Spielern eine neue Karte aus einem Pool gewählt oder eine festgelegte Reihenfolge eingehalten.

### Spielmodi
Hier wird zwischen fünf Hauptszenarien unterschieden.

#### Geiselbefreiung
Dabei müssen die Special Forces versuchen Geiseln, die auf der Map, an einem bestimmten Punkt, von den Terroristen „gefangen“ gehalten werden zu befreien, in dem sie zu einem „Rescue Point“ eskortiert werden.
Die Terroristen müssen dies verhindern, ohne dabei aber die Geiseln zu töten. Die Geiseln können herumliegende Waffen aufnehmen und dadurch auch Terroristen ausschalten.
Die Special Forces gewinnen, wenn alle Terroristen eliminiert wurden oder alle Geiseln zum Rescue Point gebracht wurden. Die Terroristen gewinnen, wenn alle Special Forces eliminiert wurden oder die Rundenzeit abläuft, ohne dass alle Geiseln gerettet wurden.

#### Bombe legen
Hierbei müssen die Terroristen versuchen eine Bombe an einem dafür markierten Punkt zu platzieren und diese solange zu schützen, bis sie explodiert.
Ziel der Special Forces ist es hierbei, dies zu verhindern.
Die Special Forces gewinnen, wenn alle Terroristen eliminiert wurden oder die Bombe in der vorgegebenen Zeit entschärft wurde.
Die Terroristen gewinnen, wenn alle Special Forces eliminiert wurden oder die Bombe vor Ende der Rundenzeit explodiert.

#### Hacking
Hierbei handelt es sich um ein Szenario, bei dem üblicherweise beide Teams eine Console auf der Karte finden und diese dann hacken müssen.
Die Special Forces gewinnen, wenn alle Terroristen eliminiert wurden oder sie als erstes die Console hacken. Die Terroristen gewinnen, wenn alle Special Forces eliminiert wurden oder sie als erstes die Console hacken.

#### Escape
In diesem Szenario muss das Team der Terroristen versuchen einen bestimmten Punkt oder Bereich der Map mit zumindest der Hälfte aller Teammitglieder zu erreichen. Die Special Forces müssen dies verhindern, indem sie die Terroristen eliminieren.
Abschließend gibt es noch das Szenario, bei dem diejenige Seite gewinnt, die es als erstes schafft, das andere Team zu eliminieren. In jeder offiziellen Map wird jedoch eines der oberen Szenarien gestellt. Das Eliminieren des gegnerischen Teams führt aber in jedem Fall zum Gewinn der Runde, es sei denn die von den Terroristen gelegte Bombe explodiert.

#### Capture the Flag
Hierbei handelt es sich um ein Flaggenspiel, dessen Ziel es ist die gegnerische Flagge mit Hilfe seines Teams zu holen und zur eigenen Fahne zu bringen. Jedoch ist zu beachten, dass die eigene Fahne noch vorhanden sein muss, wenn man die gegnerische zu sich bringt.

### Online-Spiel
Es gibt verschiedene Punktesysteme in den diversen Ligen; zum einen ActiveRounds, zum anderen MaxRounds. Das erste der beiden Systeme verkörpert unter anderem das Punktesystem der eConliga und der ESL.de; das zweite System wird zum Beispiel in der GSL, ESL.int, ECL oder der XGC, LDC, verwendet. Beim AR-System wird eine bestimmte Zeit für die Map gesetzt (meist 20 min). Nun muss das aktive Team versuchen, so viele Punkte wie möglich zu erzielen. Das passive Team muss hingegen versuchen die Angriffe abzuwehren.
Beim MR (beispielsweise 12)-System wird die Zeit der Map meist auf 60 Minuten gesetzt. Nun müssen beide Seiten versuchen, die Runden für sich zu entscheiden, da auf beiden Seiten gepunktet werden kann. Auf der aktiven Seite kann man punkten, indem man das Map-Ziel erfüllt oder die Gegner eliminiert, hingegen auf der passiven Seite nur, indem man seinen Gegner abwehrt.

## Rezeption
Karten und Waffen seien beinahe perfekt ausbalanciert. Die Gemeinschaft sei deutlich kleiner als bei Konkurrent Counter-Strike. Tactical Ops sei schneller, jedoch sei auch das Feedback der Waffen undeutlicher. Im Vergleich mit dem Klassiker Counter-Strike sei die Optik besser, die verschiedenen Feuermodi und die Levels einfallsreicher. Das schnelle Gameplay sorge für deutlich weniger Realismus, sei jedoch dennoch rundum überzeugend.
Tactical Ops war ein kommerzieller Misserfolg.

## Webarchiv
- Offizielle Website (Memento vom 11. August 2006 im Internet Archive)
- Tactical Ops: Assault on Terror bei MobyGames (englisch)